# Claudio Guerín
Claudio Guerín Hill (Sevilla, 1939-Noya, La Coruña, 16 de febrero de 1973) fue un productor, guionista y director de cine español.

## Biografía

### Formación académica
Guerín pasó su infancia y adolescencia en Alcalá de Guadaíra, Sevilla. Se formó en la Escuela Oficial de Cine, en Madrid, donde destacó como un alumno brillante obteniendo la titulación oficial de dirección de cine. Durante su etapa de formación en la Escuela colaboró en la revista Nuestro Cine, de orientación marxista, y comenzó una relación sentimental con su entonces compañera de estudios Pilar Miró. Como proyecto de fin de carrera, Guerin dirigió (con las futuras directoras Josefina Molina y Pilar Miró como ayudante de dirección y script, respectivamente) un mediometraje titulado Luciano, un relato de crímenes inspirado en un suceso real y con el que obtendría la titulación oficial.

### Carrera cinematográfica
En 1968 realiza el film Los desafíos producida por Elías Querejeta. La cinta es un drama de 102 minutos de duración donde se muestran tres episodios con tres distintas formas de ver y de expresar cómo una situación que parece normal termina desembocando inexorablemente en un estallido de violencia.
En 1971 dirige un drama con producción hispano-italiana, La casa de las palomas (conocida en Italia como Un solo grande amore). Con actrices de la talla de Ornella Muti y Lucía Bosé.
En el año 1973 produjo y dirigió la que sería su última película, una coproducción hispano-francesa La campana del infierno (La cloche de l'enfer en Francia), del género de terror. Narra cómo un interno del asilo (Renaud Verley) castiga a su tía (Viveca Lindfors) y a sus tres hijas, con abejas y ganchos. Cuenta con la participación de Alfredo Mayo entre otros.
En 2018, el cineasta andaluz Jesús Ponce dirigió el documental titulado La última toma sobre su figura, en el cual entrevista a múltiples actores y técnicos relacionados con su obra.

## Muerte
Murió en un accidente durante el rodaje de La campana del infierno. En la iglesia de Noya se había construido una segunda torre campanario, unida a la real por un pasadizo de madera. Preparando un plano complicado, Guerín quiso saltar desde el pasadizo a un voladizo de la iglesia, pero perdió el equilibrio y cayó al vacío desde veinte metros de altura; murió antes de llegar al hospital. Juan Antonio Bardem completó la filmación de la última secuencia que faltaba.

## Filmografía
- Luciano (1965)
- Los desafíos (1969)
- La casa de las palomas (1972)
- La campana del infierno (1973)

## Premios y distinciones
Festival Internacional de Cine de San Sebastián
| Año  | Categoría                            | Película     | Resultado |
| ---- | ------------------------------------ | ------------ | --------- |
| 1969 | Concha de Plata a la mejor dirección | Los desafíos | Ganador   |

Medallas del Círculo de Escritores Cinematográficos
| Año  | Categoría   | Película     | Resultado |
| ---- | ----------- | ------------ | --------- |
| 1969 | Mejor guion | Los desafíos | Ganador   |